# Hopea pierrei
Espèce
Synonymes
- Hancea pierrei (Hance) Pierre[2]
- Hopea micrantha Hance[2]
- Hopea micrantha auct.[3]

Statut de conservation UICN

 VU A2d : Vulnérable
Hopea pierrei est une espèce de plantes de la famille des Dipterocarpaceae.

## Publication originale
- Journal of Botany, British and Foreign 15: 329, in nota. 1877.